# Карпово (Междуреченский район)
Карпово — деревня в Междуреченском районе Вологодской области.
Входит в состав Старосельского сельского поселения, с точки зрения административно-территориального деления — в Старосельский сельсовет.
Расстояние по автодороге до районного центра Шуйского — 27 км, до центра муниципального образования Старого — 6 км. Ближайшие населённые пункты — Матюшкино, Щелково, Святогорье.
По переписи 2002 года население — 3 человека.